# Pfastatt
Pfastatt är en kommun i departementet Haut-Rhin i regionen Grand Est (tidigare regionen Alsace) i nordöstra Frankrike. Kommunen ligger i kantonen Wittenheim som tillhör arrondissementet Mulhouse. År 2022 hade Pfastatt 10 275 invånare.

## Befolkningsutveckling
Antalet invånare i kommunen Pfastatt
| Referens: INSEE |